# InSight
Insight, stiliseret som InSight, er en Marssonde fremstillet i 2010'erne, som oprindeligt var planlagt at skulle opsendes i marts 2016. Navnet er et akronym for Interior Exploration med Seismic Investigations, Geodesy and Heat Transport. På grund af en fejl på instrumentet SEIS (Seismic Experiment for Interior Structure), som ikke kunne repareres inden den planlagte opsendelse, meddelte NASA i december 2015, at opsendelsen var blevet udskudt. I marts 2016 planlagdes opsendelsen til at ske inden den 5. maj 2018
Insights mål er at placere en stationær sonde udrustet med en seismograf og varmeoverførelsessonde på Mars overflade for at studere planetens tidlige geologiske udvikling. Dette skulle kunne give en ny forståelse af solsystemets planeter – Merkur, Venus, Jorden, Mars – og Månen. Ved at genbruge teknik fra Mars Phoenix Lander, som var landet på Mars i 2008, forventedes omkostningerne og risici ved projektet at blive mindskede
På grund af problemerne med det vigtigste videnskabelige instrument SEIS blev InSight-rumsonden sendt tilbage til Lockheed Martins fabrik i Colorado. NASA besluttede i marts 2016 at bruge skønsmæssigt 150 millioner US-dollar på at vente med opsendelsen af InSight til maj 2018. Opsendelsen skete den 5. maj 2018 klokken 11:05 GMT, og sonden landede på Mars den 26. november 2018..